# Sunny Day Real Estate

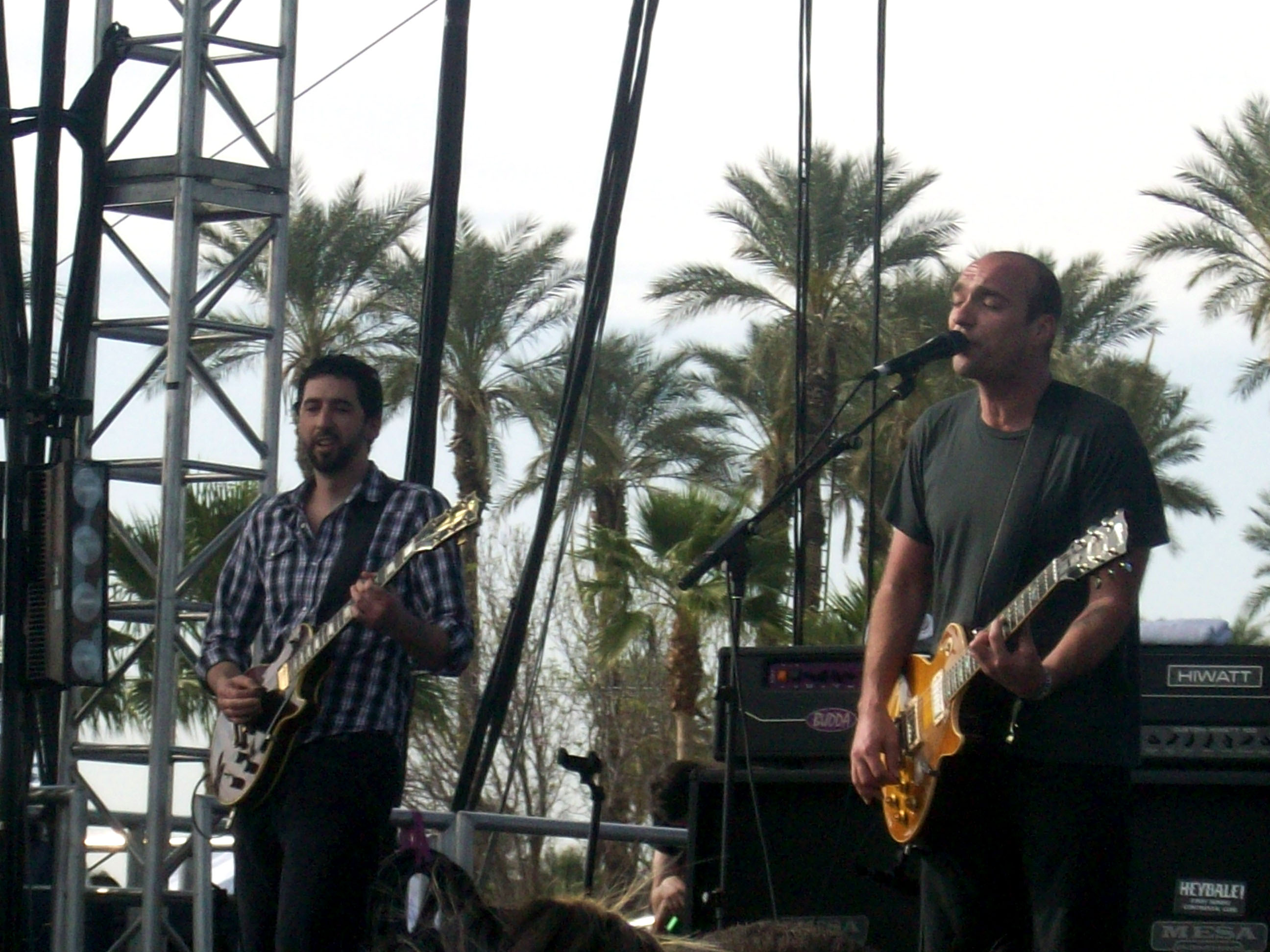
Sunny Day Real Estate 2010

Sunny Day Real Estate is een Amerikaanse emocore-band uit Seattle.

## Leden
- Jeremy Enigk – zang, slaggitaar, keyboard (1992–1995, 1997–2001, 2009–2013); basgitaar (1999–2001)
- Dan Hoerner – gitaar, zang (1992–1995, 1997–2001, 2009–2013)
- Nate Mendel – basgitaar (1992–1995, 1997–1998, 2009–2013)
- William Goldsmith – drums, slagwerk (1992–1995, 1997–2001, 2009–2013)
- Jeff Palmer – basgitaar (1998)
- Joe Skyward – basgitaar (1998) (overleden)

## Biografie
Sunny Day Real Estate werd in 1992 opgericht, tijdens de grunge-hausse die toen in Seattle rondwaarde. In eerste instantie bestond de band uit zanger/gitarist Dan Hoerner, bassist Nate Mendel en drummer William Goldsmith; later werd hier leadzanger Jeremy Enigk aan toegevoegd. Voordat de band in 1995 uit elkaar ging bracht ze twee albums uit: Diary uit 1994 en LP2 uit 1995. Geruchten wijzen de fanatieke bekering van Enigk tot het christendom aan als een van de hoofdredenen voor de opheffing.
Mendel en Goldsmith werden al snel door Dave Grohl ingelijfd bij zijn band Foo Fighters. Enigk bracht nog een akoestisch album uit.
In 1997 kwam de groep weer bij elkaar. Mendel bleef echter bij de Foo Fighters en werd vervangen door Jeff Palmer en later door Joe Skyward. In 1998 komt How It Feels To Be Something On uit, gevolgd door een tour. The Rising Tide (2000) werd wat rustiger en werd door de pers goed ontvangen. Na deze release zat het de band niet mee, en na allerlei externe omstandigheden waaronder problemen met de platenmaatschappij en het management, en in 2001 gooide de band de handdoek in de ring.
Mendel speelt immer nog bij de Foo Fighters. Mendel, Enigk en Goldsmith richtten ook een nieuwe band op: The Fire Theft.

## Discografie

### Studioalbums
- Diary (1994)
- LP2 (The Pink Album) (1995)
- How It Feels To Be Something On (1998)
- Live (1999)
- The Rising Tide (2000)